# 233e régiment d'infanterie

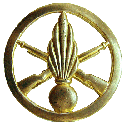
insigne de béret d'infanterie

Le 233e régiment d'infanterie (233e RI) est un régiment d'infanterie de l'Armée de terre française constitué en 1914 avec les bataillons de réserve du 33e régiment d'infanterie.
À la mobilisation, chaque régiment d'active créé un régiment de réserve dont le numéro est le sien plus 200.

## Création et différentes dénominations
- Août 1914: le 233e Régiment d'Infanterie est mis sur pied à la mobilisation générale. Il quitte Arras pour entrer en campagne le 10 août.
- Le 233e R.I. est dissous le 26 février 1919, et ses éléments répartis par moitié entre le 33e R.I. et le 73e R.I.

## Chefs de corps
- du 2 août 1914 au 23 février 1916 : lieutenant-colonel Philippe-Achille-Théodore Hepp.
- du 23 février au 20 mars 1916 : chef de bataillon Justin-Antoine Joussinaud de Tourdonnet (par intérim).
- du 20 mars 1916 au 5 décembre 1917 : lieutenant-colonel Lequeux.
- du 5 décembre 1917 au 13 juin 1918 : lieutenant-colonel puis colonel Eugène Génie.
- du 13 au 20 juin 1918 : chef de bataillon Jean-Marie-Joseph-Emile Ducroux (par intérim).
- du 20 juin 1918 au 26 février 1919 : lieutenant-colonel Paul-Aimé-Désiré Bride.

## Historique des garnisons, combats et batailles du233eRI

### Première Guerre mondiale

#### Affectation
Formé à Arras, le 4 août 1914, avec les réservistes de la subdivision, le 233e R.I., sous le commandement du lieutenant-colonel Hepp.
Affectations: Casernement Arras, 101e Brigade d'Infanterie, 1re Région, 4e Groupe de Réserve.
- 51e Division d'Infanterie d'août 1914 à novembre 1916
- 1re Division d'Infanterie de novembre 1916 à novembre 1918

#### 1914
Rejoint la base de concentration de la 51e D.I., région d'Hirson, le 10. Il est appelé à intervenir en Belgique et reçoit le baptême du feu le 23 août, entre Astières et Onhaye, près de Dinant. Les Allemands avaient réussi à franchir la Meuse et en occupaient la rive gauche. Le 233e reçoit la mission de les déloger d'Onhaye. L'attaque a lieu à dix-sept heures, le 6e bataillon à gauche, le 5e bataillon à droite. La progression se fait par bonds; le village est enlevé; le combat continue une partie de la nuit à la lueur des incendies. D'autres régiments, dont le 45e R.I. et le 243e R.I., prennent part à cet engagement.
Le 24, à deux heures, ordre donné de battre en retraite; le régiment exécute cinq jours de marche rétrograde sans être inquiété par l'ennemi.
Le 29 août, ordre est donné de reprendre l'attaque en direction de Vervins ; le 29 au soir, le régiment est en position en avant de Gercy et, le 30 au matin, la progression commence dans la direction de Voulpaix.
Cette progression semblait être générale, lorsque, à onze heures, arriva un nouvel ordre de retraite qui fut exécuté sous le feu de l'artillerie ennemie.
Dans ce mouvement, le capitaine Brun, commandant la 18e compagnie, est mortellement blessé il demande qu'on l'adosse à une meule de paille, voulait mourir face à l'ennemi.
Les jours suivants, la retraite continue à marche forcée jusqu'au 5 septembre au soir.
Le 6 au matin, l'offensive générale est ordonnée: le régiment remonte vers le nord, traverse Sézanne et s'établit au bivouac, le soir, près du village des Essarts. Le 7 à midi, le régiment attaque et dépasse la ferme Chapton, revient au bivouac à Lachy et le lendemain, 8 septembre, attaque et occupe le village de Corfeldc.
Le 9, la progression continue; le 15, le régiment est devant Reims et occupe une partie de la voie ferrée à l'est de la ville; le 17, le 5e bataillon capture une patrouille de cavalerie allemande et repousse, dans la soirée, une attaque venant de Cernay. Le 21 septembre, le régiment est en ligne au nord de Reims, près de Merfy. Le 26 septembre, il est au Godat réserve des 5° et 119e R.I.
Le 14 octobre, les 18e et 19e compagnies attaquent sans résultat la ferme Sainte-Marie, solidement tenue.
D'octobre 1914 à la fin mai 1915, le régiment occupe et organise différents secteurs au sud de Reims. Il est embarqué le 31 mai, à destination du Pas-de-Calais.

#### 1915
Après une période de repos et de travaux dans la région d'Arras, le régiment est enlevé en autos le 28 août 1915 et transporté dans la Somme, où il occupe le secteur de Lihons pendant un mois; de là, il part pour attaquer Dancourt, mais contre-ordre est donné la veille de l'attaque, et le régiment est embarqué en chemin de fer le 29 septembre; il débarque le 30 à Châlons-sur-Marne.
Dès le 2 octobre, il occupe au nord de Souain, les tranchées conquises par d'autres régiments ; le 6 octobre, la 51e D.I. attaque à son tour; le 208° échoue au nord de la ferme de Navarin; il est remplacé par le 6e bataillon du 233e qui attaque, mais n'est pas plus heureux: la ligne allemande, que l'on ne voit pas, est forcée elle est organisée et est couverte par un réseau de fils de fer à contre-pente. Le 5e bataillon relève le 6e bataillon pour attaquer à nouveau (17e compagnie à droite et 20e compagnie à gauche). Une reconnaissance faite par un groupe de volontaires de la 20e compagnie, à travers le bois J 28, donne des renseignements précis sur la valeur des défenses ennemies. L'attaque n'a pas lieu. Le 14 octobre, le régiment est relevé et embarqué le 16 pour Verdun.
Après quelques semaines de repos et d'instruction dans la région entre Bar-le-Duc et Verdun, le régiment va occuper, le 8 décembre, le secteur des Éparges, point X ; secteur difficile, boueux.
La nuit du 26 décembre, le 5e bataillon étant en ligne, une mine allemande explose, sans causer de pertes sérieuses; la 18e compagnie occupe immédiatement les lèvres de l'entonnoir. Relevé le 9 janvier 1916, le régiment est occupé à faire des travaux de défense en avant de Verdun, jusqu'au 21 février, jour de l'attaque allemande.

#### 1916
Ce régiment a pris part aux batailles de Verdun du 21 au 26 février 1916 Pendant la nuit du 21 au 22, deux compagnies du 6e bataillon sont envoyées en renfort au 164e R.I., au bois de la Ville, deux autres compagnies au bois de Herbebois. Les 21e et 24e contre-attaquent le 22 au matin ; la 21, sous le commandement du lieutenant AY MA RD, fait 80 prisonniers. Le 5e bataillon intervient également ; la 19e tient le ravin à l'est du bois d'Herbebois et la parte ouest du bois de la Ville ; la 18e compagnie, la lisière nord de l'Herbebois ; la 20e tient le terrain entre l'Herbebois et la Wavrille ; la 17e compagnie est en réserve. Toute la journée du 22, l'ennemi est tenu en échec ; le 23, après un bombardement d'une intensité jusqu'alors inconnue, l'attaque ennemie reprend.
La 19e compagnie tient toujours en flèche ; pourtant son commandant de compagnie (lieutenant Bagnères) a été blessé le matin. Le sous-lieutenant Dumortier qui prend le commandement est tué presque aussitôt ; le sous-lieutenant Broc, son nouveau chef encourage la défense. Le sergent Vasseur fait devait lui une hécatombe d'Allemands qui attaquent à plusieurs reprises et finalement utilisent des liquides enflammés sais pouvoir faire reculer cette section.
L'ennemi s'infiltre à droite et à gauche, la 19e compagnie tient toujours. Cependant une partie de la lisière du bois est bientôt occupée par l'ennemi. La 17e contre-attaque et déblaie le terrain. Le lieutenant Voisin est tué. Plus au nord, le bois de la Wavrille est occupé par l'ennemi. La 20e compagnie tient le ravin de la ferme Saint-André et empêche l'ennemi de se rabattre au sud vas l'Herbebois.
Dans l'après-midi, le lieutenant-colonel Hepp est blessé, il perdra d'ailleurs une jambe lors de ces combats, ainsi que le chef d'escadron Paris qui lui était adjoint ; le commandant De Tourdonnet prend le commandement du régiment
À dix-sept heures arrive l'ordre de battre en retraite : la 19e compagnie est presque totalement entourée. Une section de la 18e compagnie (sergent TA BA RY) contre-attaque pour la dégager ; le 20e compagnie est chargée de couvrir la retraite des éléments décimés du régiment Le capitaine Delattre, commandant la 20e, est blessé à douze heures ; le sous-lieutenant Hubère, qui le remplace, dégage deux sections déjà aux prises avec l'ennemi et les établit sur une crête à l'ouest de l'Herbebois ; il couvre ainsi la retraite des 17e, 18e et 19e compagnies et des fractions restantes du 6e bataillon. Il ne bat en retraite qu'après avoir assuré sa mission. Dans cette retraite, le lieutenant Poiteau, commandant une compagnie de mitrailleuses, a la poitrine traversée par une balle.
Les pertes du régiment sont énormes ; mais il a tenu pendant près de quarante-huit heures contre un ennemi puissamment outillé et de beaucoup supérieur en nombre : il a ainsi permis l'entrée en ligne des réserves.
Le 24, il se reforme à la cote 378, est dirigé le 25 sur Verdun, et, de là, acheminé vers les Vosges, où il passe une assez longue période de repos.

#### 1917
- 16 au 21 avril 1917, Craonne « Chemin des dames ». Pertes : 115 tués, 380 blessés, 31 disparus.
- 27 juin 1917, projection à Furnes en Belgique, combat dans la région d’Ypres sur les rives de l’Yser… Encore de nombreuses pertes…
- 14 septembre 1917, mise au repos du régiment dans la région de Calais. Le 23 sept, un détachement du régiment rend les honneurs au Roi Léopold II à la gare de Calais.
- 16 octobre, retour en Belgique pour travaux sur la ligne de défense sur l’Yser.
- 2 décembre retour en France dans la région de Bergues (59)… (Bienvenue chez les Ch’tis)
- 8 décembre, départ pour une longue marche et arrivée le 29 déc. à Marcilly (77) pour une période de repos et d’instruction.

#### 1918
Le 14 février 1919, le 233e est dissous et ses éléments sont répartis par moitié entre le 33e R.I. et le 73e
R.I.
Un des jeunes régiments de l'armée française vient d'entrer définitivement dans l'Histoire. À force de bravoure, d'endurance et de ténacité, sa gloire a égalé celle des plus vieux régiments.
Heureux du devoir accompli, le 233e R.I. est justement fier d'avoir mérité le bel ordre d'adieux de son général de division.
ORDRE DE LA 1RE D.I.
Le général commandant la 1re D.I. ne laisse pas s'éloigner sans une profonde émotion, le 233e régiment d'infanterie, qui a écrit sa page glorieuse dans l'histoire de la division.
Arrivé en novembre 1916, le 233e, sous les ordres du lieutenant-colonel Lequeux, fait de suite preuve d'ardeur dans l'attaque et d'opiniâtreté dans la défense, à Maisons de Champagne (février 1917), puis à Craone qu'il réussit à occuper et où il se maintient malgré les efforts de l'ennemi ; mais c'est dans les Flandres qu'il donne toute sa mesure, en enlevant dans un admirable élan, tous ses objectifs ; il est cité à l'ordre de l'armée.
En 1918, à Noyon, puis dans la forêt de Relz, il se distingue de nouveau, sous le commandement du Lieutenant-colonel Génie.
Enfin, le 8 juillet, à Chavigny, et du 18 au 24, dans la contre-offensive, jusqu'à Plessier-Huleu, sous l'impulsion du Lieutenant-colonel Bride, il est magnifique d'entrain et d'allant et mérite une nouvelle citation à l'ordre de l'armée et la fourragère.
L'existence glorieuse du 233e R.I. est indissolublement liée à l'histoire de la 1re D.I. qui lui doit une grande part de sa belle réputation.
Mobilisé en 1914, il a non seulement accompli noblement et jusqu'au bout tout son devoir, mais il a su se classer parmi les plus belles unités et faire preuve des plus hautes vertus militaires.
L'entrée en Allemagne et le passage du Rhin ont définitivement consacré la part qu'il a prise à l'effort commun. Quand viendra pour lui l'heure prochaine de la dissolution, il disparaîtra dans une auréole de gloire.
Le général de division s'incline avec respect devant les nombreux camarades qui sont tombés sur l'âpre chemin de la victoire ; il adresse au 233e l'adieu de toutes les troupes de la 1re division et salue son drapeau, relique sacrée qui perpétuera le souvenir de ce beau régiment.
Les pertes du 233e R.I, morts pour la France, 1 564 hommes dont : 54 officiers, 129 sous-officiers, 141 caporaux et 1 240 soldats.

## Drapeau
Il porte, cousues en lettres d'or dans ses plis, les inscriptions suivantes :
- Verdun 1916
- Flandres 1917
- La Marne 1918

### Décorations
Sa cravate est décorée de la Croix de guerre 1914-1918  deux citations à l'ordre de l'armée (deux palmes).
Il a le droit au port de la Fourragère aux couleurs du ruban de la Croix de Guerre 1914-1918 décernée le 16 septembre 1918.

### Citations
Le Philippe Pétain, commandant la IIe Armée, cite à l'Ordre no 37 de la IIe Armée la 19e Compagnie du 233e Régiment d'Infanterie : sous le commandement du Lieutenant Bagnères, puis du Sous-Lieutenant Broc, chargée le 22 février 1916, au moment d'une attaque de l'ennemi, de renforcer une ligne très mince vigoureusement attaquée, s'est portée par une manœuvre habile et rapide sur son emplacement, a arrêté net l'élan de l'ennemi, l'obligeant à rentrer dans ses tranchées et a sauvé ainsi une partie de la ligne : s'est maintenue pendant 36 heures dans une situation critique, sans tranchées et malgré des pertes sensibles, repoussant plusieurs assauts de l'ennemi et lui faisant éprouver de grosses pertes.
Extrait Certifié conforme Aux Armées le 20 mars 1916.

## Sources et bibliographie
- Archives militaires du Château de Vincennes.
- À partir du Recueil d'historiques de l'Infanterie française (général Andolenko - Eurimprim 1969).